# Książ Wielki

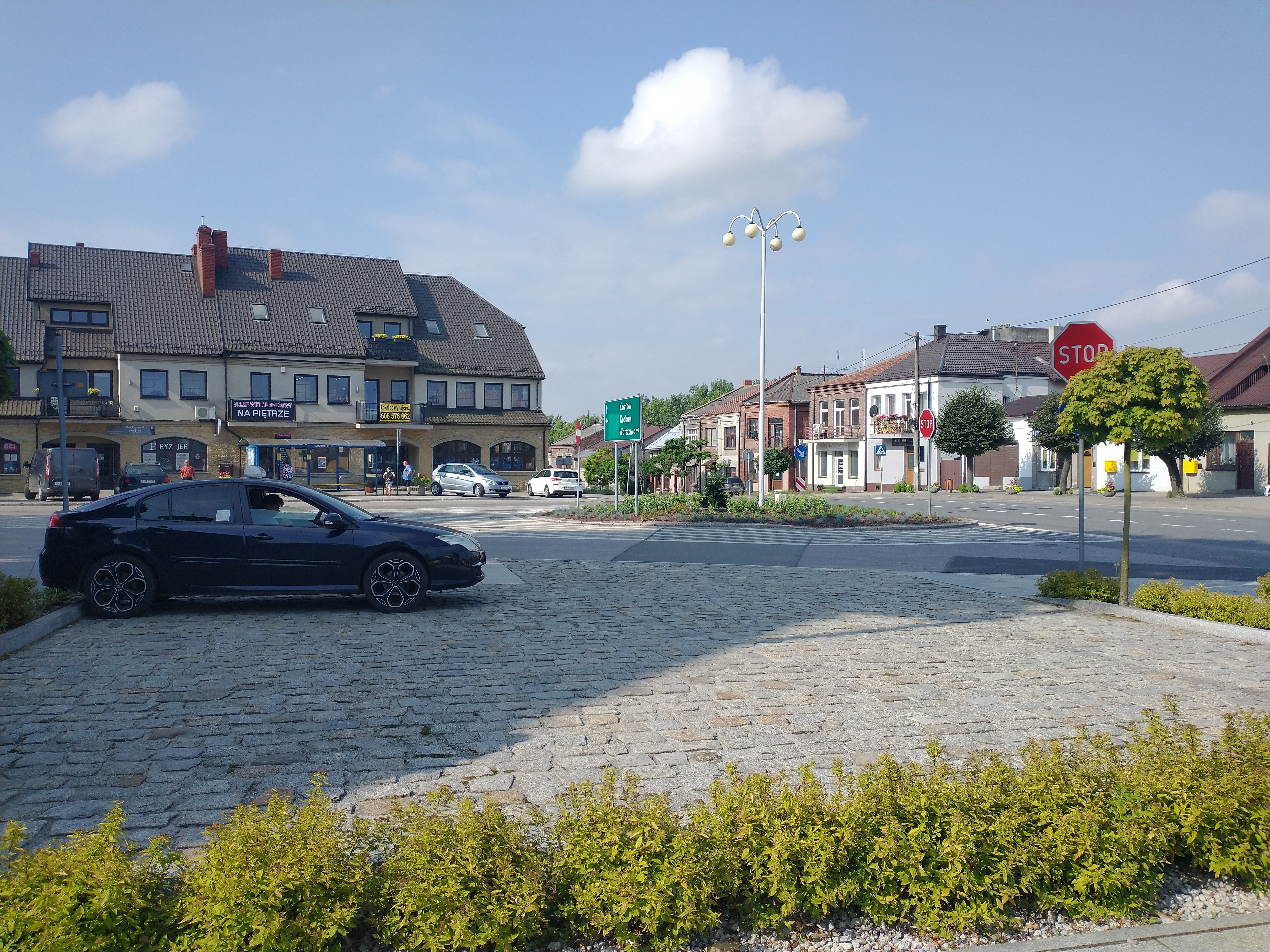
Rynek

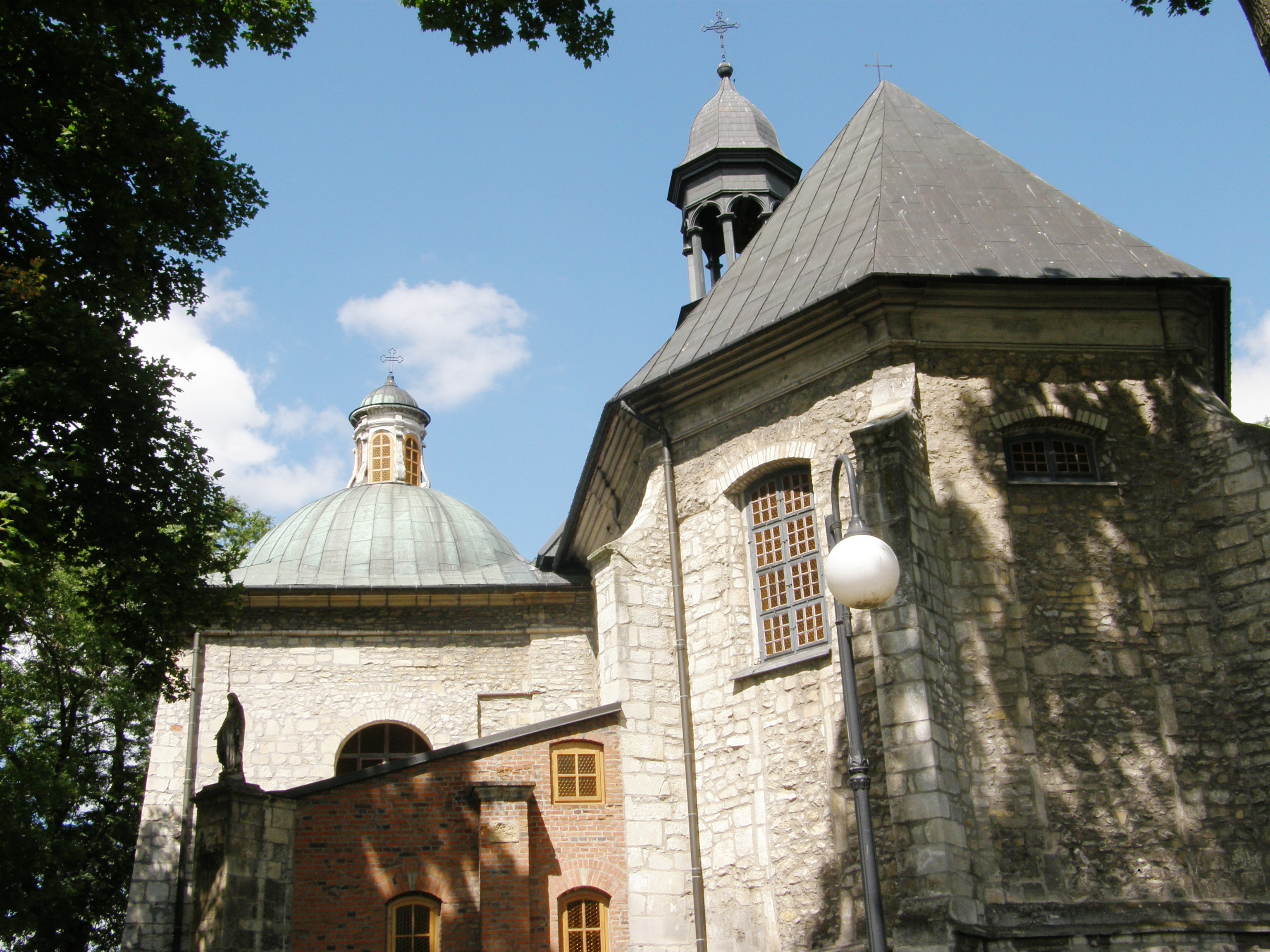
Kościół św. Wojciecha BM (widok od strony wschodu)

Książ Wielki – miasto w Polsce położone w województwie małopolskim, w powiecie miechowskim, siedziba gminy Książ Wielki. Leży nad Nidzicą, około 7 km na północny wschód od Miechowa, przy drodze wojewódzkiej nr 772.
Książ Wielki uzyskał lokację miejską w 1370 roku, zdegradowany 13 stycznia 1870 roku. W latach 1867–1954 i od 1973 siedziba gminy Książ Wielki, w latach 1954–1972 siedziba gromady Książ Wielki. Status miasta odzyskał 1 stycznia 2023 roku.

## Historia

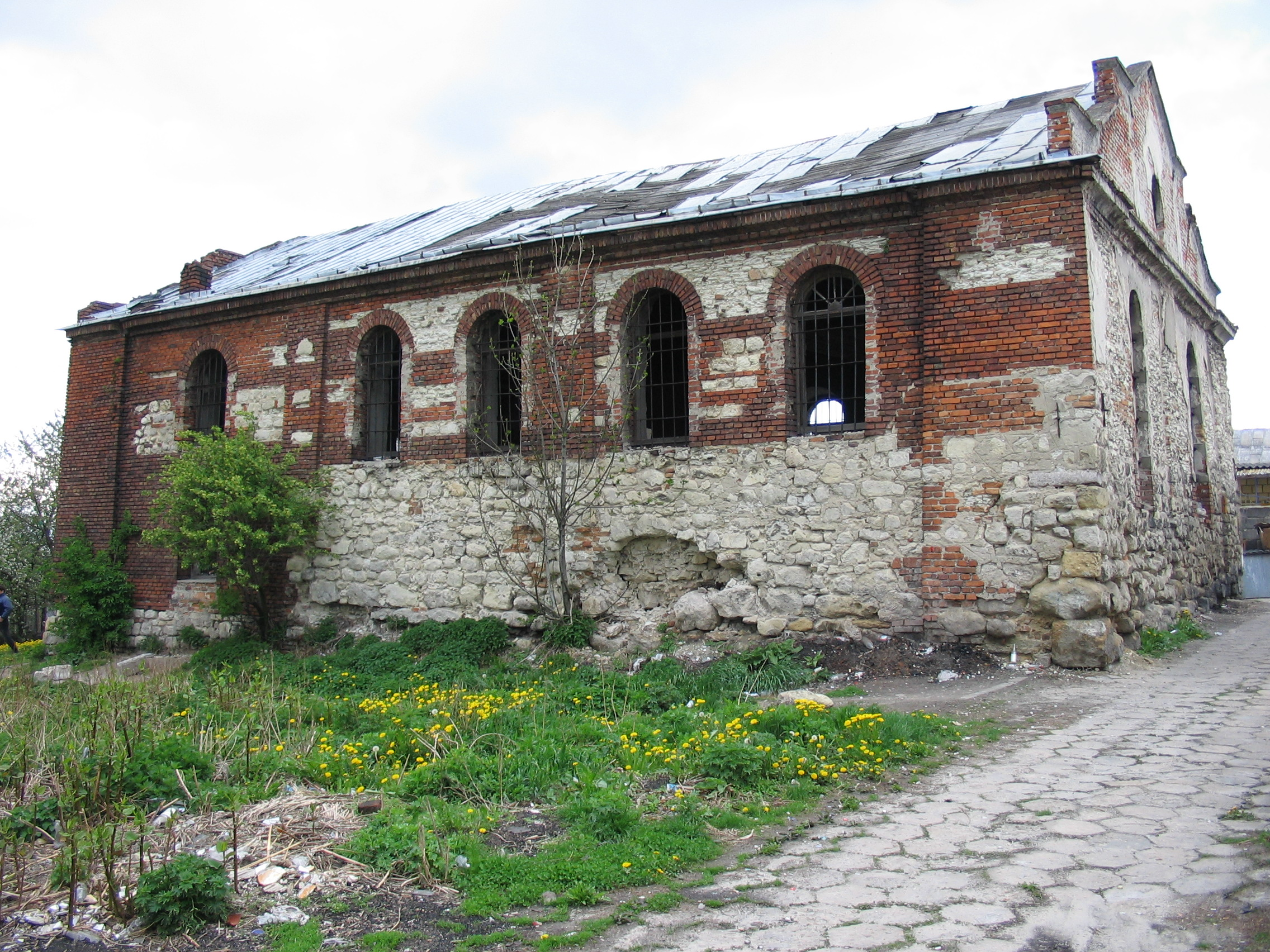
Synagoga z 1846 roku w Książu Wielkim

### Nazwa
Oddanie brzmienia nazwy Książ sprawiało w przeszłości wiele kłopotów. I tak, w roku 1234 pisano Kyniese, w 1249 – Kenese, w 1328 – Xanze, w 1343 – de Xansse, w 1381 – Xansz, w 1389 – Xans, w 1470 – Magna Xansch, w 1523 – Maior Xyansch, a w 1658 – Xiąz.

### Dzieje
Pierwotnie była to osada książęca, wzmiankowana już w 1120 roku przez kronikarza w klasztorze cystersów w Jędrzejowie. W końcu XIII wieku na północny zachód od dzisiejszego miasta zbudowano założenie obronne w formie wału na planie owalu o średnicy około 50 metrów otoczonego fosą o szerokości 20 m. Przypuszczalnie zbudował je Adam z Książa herbu Janina, sędzia krakowski i kasztelan wiślicki. W końcu XIV wieku Książ Wielki był własnością Spytka z Melsztyna. W 1385 roku wzmiankowany był burgrabia „de Xans”. W 1385 roku (inne źródła podają lata 1333–1370) Książ Wielki otrzymał prawa miejskie (lokacja królowej Jadwigi na prawie magdeburskim). Od tego czasu był także siedzibą szkółki parafialnej, wzmiankowanej w dokumentach magistratu. Jako siedziba powiatu, pod koniec XIV w. stał się także miejscem, w którym orzekał sąd ziemski (przetrwał do II poł. XVIII w.).
Marcin Kamieniecki w 1518 roku sprzedał na wyderkaf za 5000 florenów rajcom krakowskim: Janowi Bonerowi oraz Janowi Kislingowi – patronom i opiekunom nowo fundowanej mansjonarii w kościele NMP w Krakowie – czynsz w wysokości 156 grzywien oraz 12 groszy z Książa Wielkiego wraz z wsiami: Wielka Wieś, Głogowiany, Wolica, Cisia Wola, Częstoszowice i Boczkowice, oraz z połowy zamku Kamieniec z wsiami: Odrzykoń, Łęki, Przybówka, Wojkówka, Bratkówka, Jasienica Mniejsza, Jasienica Większa (w powiecie pilzneńskim) oraz Konaszówka i Moczydło (w powiecie ksiąskim). Król potwierdził tę sprzedaż w 1523 roku.
W 1521 roku Marcin Kamieniecki sprzedał Książ Wielki i 7 wsi Janowi Tęczyńskiemu za 5500 florenów.
Od XIV do XVIII wieku odbywały się tu roki sądowe ziemskie. W XV i XVI wieku odbywały się jarmarki słynne na całe ówczesne województwo krakowskie.
W latach 1558–1562 Książ Wielki był własnością Jana Bonera, pod jego opieką powstał tu ważny ośrodek kalwinów, odbyły się tu synody w latach 1558, 1560 i 1562. Potem powstał zbór ariański.
Kolejnym właścicielem Książa był Stanisław Barzi, usunął on różnowierców.
W 1582 roku miasto przeszło na własność Myszkowskich herbu Jastrzębiec, a w 1727 roku – Wielopolskich (miasto i pałac były własnością m.in. Aleksandra Wielopolskiego) należąc w latach 1601–1864 do Ordynacji Myszkowskich i będąc siedzibą jednego z ich 12 kluczy dóbr ziemskich. W 1595 roku miasto położone w powiecie ksiąskim województwa krakowskiego było własnością starosty chęcińskiego Piotra Myszkowskiego, które (jako bratanek) otrzymał w 1591 roku po śmierci biskupa Piotra Myszkowskiego. Do 1795 roku Książ Wielki był siedzibą powiatu, obejmował on wówczas takie miasta jak: Miechów, Wolbrom, Żarnowiec i Jędrzejów. Status miasta powiatowego utracił Książ po ostatnim, trzecim rozbiorze Polski.
Po III rozbiorze w 1795 roku Książ Wielki znalazł się w zaborze austriackim. Od 1809 roku był w Księstwie Warszawskim, a od 1815 roku po kongresie wiedeńskim, został włączony do Królestwa Kongresowego. W odwecie za udział mieszkańców w powstaniu styczniowym, Książ Wielki utracił prawa miejskie w 1875 roku.
Na początku XX wieku mieszkało tu 2,6 tys. osób (w tym 60% Żydów). W 1910 roku utworzono Bank Spółdzielczy, aktywną działalność prowadziło kółko rolnicze (biblioteka, odczyty). Po odzyskaniu niepodległości Książ znalazł się w granicach województwa kieleckiego (powiat miechowski).
W czasie okupacji niemieckiej do 1942 roku na terenie Książa znajdowało się getto otwarte. Do tego czasu Żydzi stanowili około połowę mieszkańców Książa (478 na 910 mieszkańców w 1860 roku według „Słownika geograficznego Królestwa Polskiego i innych krajów słowiańskich”). W dniach 1–2 sierpnia 1944 roku Gestapo i niemiecka policja dokonały pacyfikacji wsi mordując 12 osób oraz paląc wieś liczącą ok. 100 zabudowań. Akcja pacyfikacyjna była odwetem za działalność partyzantów w regionie. W czasie II wojny światowej w Książu Wielkim zniszczony został cmentarz żydowski.
Po II wojnie światowej Książ Wielki zmieniał kilkukrotnie przynależność administracyjną: do roku 1950 i w latach 1975–1998 pozostawał w granicach województwa kieleckiego, 1950 – 1975 – krakowskiego, a od 1999 roku – małopolskiego (powiat miechowski). W latach 1954–1972 wieś była siedzibą gromady Książ Wielki.

### Kalendarium[16]

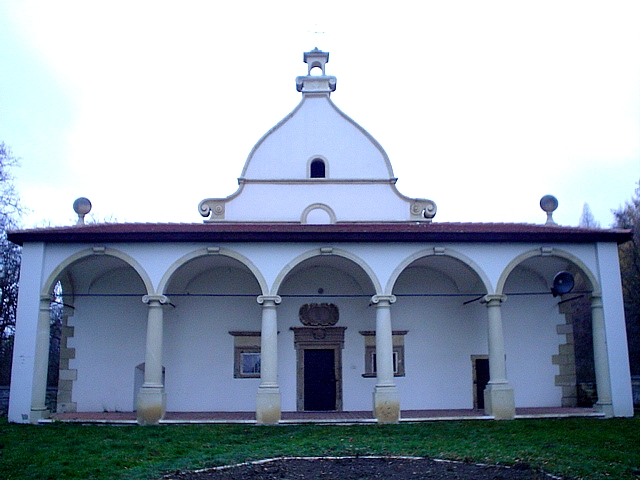
Książ Wielki – pałacowa kapliczka pw. św. Zofii

- 1120 – pierwsza wzmianka o Książu Wielkim, zapisana w klasztorze Cystersów w Jędrzejowie.
- 1234 – właścicielem Książa Wielkiego jest wojewoda krakowski Stefan, herbu Topór.
- 1380 – kasztelan krakowski Spytko z Melsztyna funduje kościół św. Ducha.
- 1400 – Książ Wielki stał się miastem powiatowym.
- 1441 – po poślubieniu Jadwigi Spytkówny, właścicielem miasta zostaje Andrzej Tęczyński.
- 1541 – Katarzyna z Tęczyńskich wychodzi za Jana Bonera, wojewodę krakowskiego, wnosząc mu miasto w wianie.
- 1556 – synod protestancki w Książu Wielkim z udziałem Jana Łaskiego i Mikołaja Reja.
- 1562 – wdowa Katarzyna Boner poślubia następcę zmarłego męża – wojewodę krakowskiego Stanisława Barziego i ten obejmuje w posiadanie Książ Wielki.
- 1582 – miasto odkupuje biskup krakowski Piotr Myszkowski.
- 1595 – ukończono budowę pałacu na Mirowie.
- 1601 – Piotr Myszkowski, bratanek biskupa, ustanawia ordynację na „Mirowie”, zwaną ksiąską.
- 1646 – Cud w kościele św. Wojciecha – Matka Boska na obrazie „zapłakała krwawymi łzami”.
- 1706 – na prymasa Polski wybrano proboszcza Książa Wielkiego – Stanisława Szembeka.
- 1727 – Franciszka z Myszkowskich poślubia Franciszka Wielopolskiego, który obejmuje dobra ksiąskie. I tak, po raz czwarty, miasto zostaje wniesione w posagu.
- 1748 – prymasem Polski powołano kolejnego proboszcza Książa Wielkiego – Adama Ignacego Komorowskiego.
- 1776 – proboszcz Adam Brachman zbudował nową szkołę parafialną, która jako jedyna w tym czasie, podlegała Akademii Krakowskiej.
- 1862 – margrabia Aleksander Wielopolski obejmuje stanowisko naczelnika rządu cywilnego Królestwa Polskiego.
- 1870 – Książ Wielki traci prawa miejskie[17].
- 1914 – 7 sierpnia wkracza Pierwsza Kompania Kadrowa późniejszych Legionów Polskich, maszerująca z Krakowa do Kielc.
- 1918 – 2 listopada rozbrojono posterunek żandarmerii austriackiej.
- 1939 – 6 września wkroczyły oddziały niemieckie.
- 1944 – poważne wystąpienia zbrojne oddziałów Armii Krajowej.
- 1945 – 14 stycznia do miasta wkroczyły oddziały Armii Czerwonej.
- 1949 – założenie Liceum Ogólnokształcącego (w pałacu na Mirowie).
- 1974 – powołanie Technikum Rolniczego.
- 1977 – utworzenie Zespołu Szkół Rolniczych.
- 2003 – założenie Klubu Sportowego „Jastrzębiec”.
- 2023 – przywrócenie statusu miasta.

### Starania o odzyskanie statusu miasta (2021-2023)
27 lipca 2021 roku Rada Gminy rozpoczęła procedurę związaną z nadaniem Książowi Wielkiemu statutu miasta. Druga uchwała w tej sprawie określiła sposób przeprowadzenia konsultacji z mieszkańcami. Swój podpis popierający zamianę statusu Książa Wielkiego z wiejskiego na miejski będzie można złożyć u sołtysów podczas zbierania przez nich podatków. Zarządzeniem nr 75/2021 wójt gminy określił termin konsultacji na dni od 25 października do 30 listopada 2021 roku. Z około 5 tysięcy osób uprawnionych do udziału w konsultacjach, głos oddało 535 mieszkańców gminy. Z tej liczby 371 głosów było za, 119 przeciw, 32 głosujących się wstrzymało, a 13 ankiet było nieważnych. Rada Gminy Książ Wielki, na podstawie wyników konsultacji społecznych w 2021 roku, podjęła uchwałę w sprawie wystąpienia z wnioskiem o nadanie miejscowości Książ Wielki statusu miasta. 1 stycznia 2023 roku doszło do przywrócenia statusu miasta.

## Zabytki

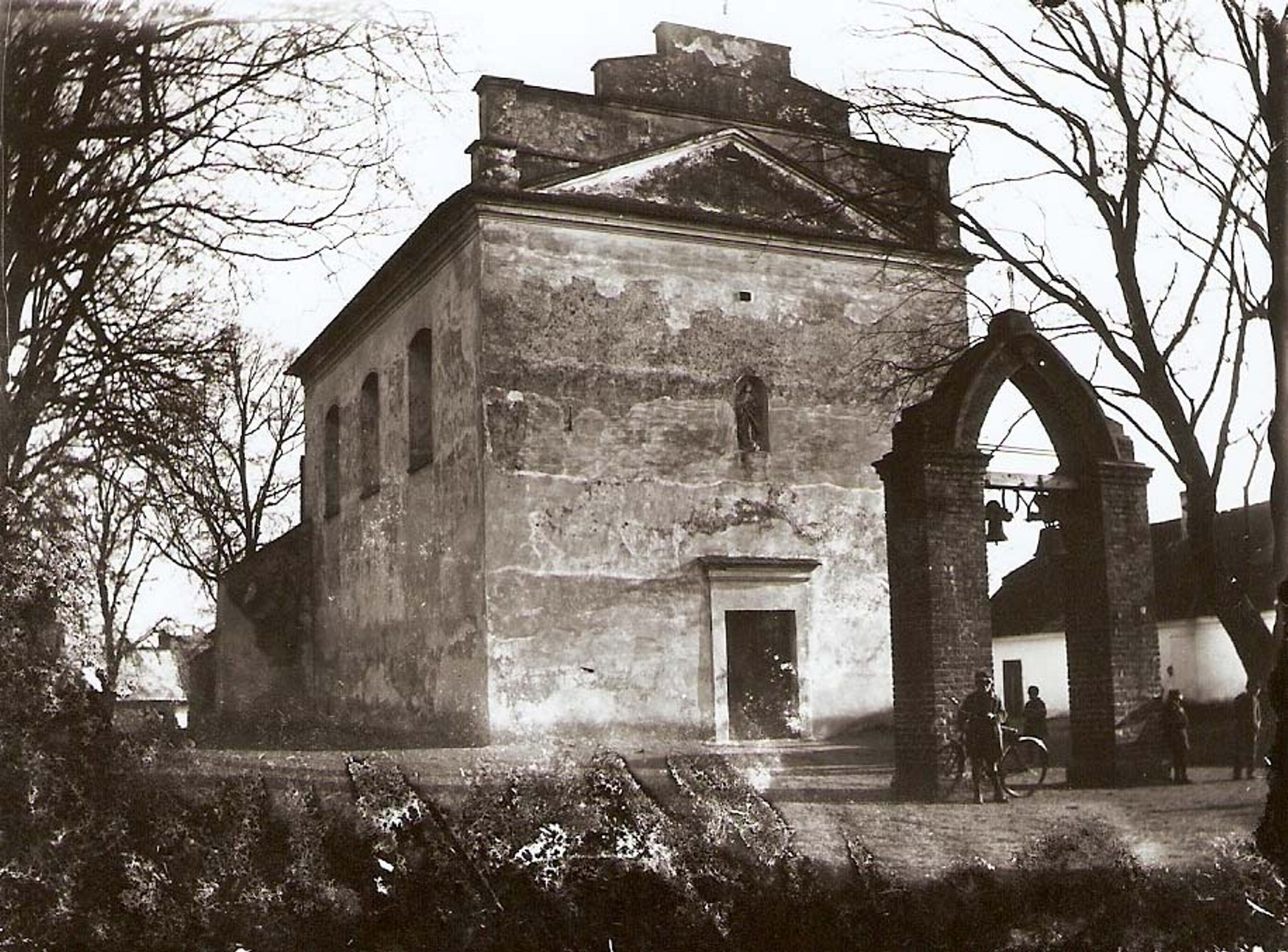
Kościół Świętego Ducha w 1930

Obiekty wpisane do rejestru zabytków nieruchomych województwa małopolskiego.
- Kościół parafialny pw. św. Wojciecha wraz z dzwonnicą, cmentarzem i ogrodzeniem z bramką;
- kościół pw. Świętego Ducha z cmentarzem i ogrodzeniem oraz budynek poklasztorny, (budynek dawnego klasztoru augustiańskiego, skreślony decyzją z 09.10.2014 r.);
- zespół pałacowy: pałac, dwa pawilony, założenie ogrodowe z murami i parkiem wraz z okolicznym krajobrazem.

## Sport
W 2003 powstał klub sportowy – SKS Jastrzębiec Książ Wielki (SKS – Strażacki Klub Sportowy). Obecnie (sezon 2023/2024) pierwsza drużyna uczestniczy w rozgrywkach klasy A, grupy I Kraków.I.

## Religia

### Katolicyzm
- Parafia rzymskokatolicka św. Wojciecha Biskupa i Męczennika

### Restoracjonizm
- Zbór Świadków Jehowy

## Części miejscowości
| SIMC    | Nazwa       |
| ------- | ----------- |
| 1050394 | Kozłówka    |
| 1050402 | Mirów-Zamek |
| 1050419 | Opacz       |
| 1050431 | Podbrzezie  |
| 1050483 | Pokusa      |
| 1050490 | Wielki Dwór |
| 1050508 | Wysiołek    |

## Osoby związane z Książem Wielkim
- Aleksandra Dobrowolska (1906 – 1989) – polska działaczka społeczna, kustosz, organizatorka muzeów.
- Eugeniusz Madejski (1908 – 1986) – doktor historii, założyciel i dyrektor Liceum Ogólnokształcącego w Książu Wielkim. Zasłużony badacz historii tej ziemi[27].
- Władysław Madejski (1899 – 1965) – pułkownik lotnictwa, obserwator. Ochotnik Legionów Polskich, szef wydziału wyszkolenia Departamentu Lotnictwa II RP, komendant Wojskowej Szkoły Pilotów w Dęblinie.
- Jan Madejski (1925 – 2000) – syn Władysława Madejskiego, inżynier i naukowiec, specjalista w zakresie termodynamiki, członek rzeczywisty Polskiej Akademii Nauk.
- Julian Malinowski (1908 – 1971) – dowódca oddziałów Armii Krajowej. Organizator i uczestnik wielu akcji zbrojnych, odznaczony m.in. Virtuti Militari. Jest patronem Szkoły Podstawowej w Książu Wielkim.
- Stefan Żechowski (1912 – 1984) – malarz i rysownik. Zasłynął zwłaszcza stworzonym w 1937 roku, cyklem ilustracji do powieści „Motory” Emila Zegadłowicza. Imię tego artysty nosi Gimnazjum w Książu Wielkim, natomiast w Miechowie odtworzono jego pracownię urządzając w niej ekspozycję prac.